# Marcus Hatten
Marcus Isaiah Hatten (Baltimore, Maryland, 13 de diciembre de 1980) es un exjugador de baloncesto estadonundense, profesional durante quince temporadas, casi todas ellas en Europa. Con 1,85 metros de estatura, jugaba en la posición de base.

## Trayectoria deportiva

### Universidad
Tras pasar dos años en el Community College de Tallahassee, en Florida, en los que promedió 20,1 puntos y 5,4 rebotes por partido, jugó dos temporadas más en los Red Storm de la Universidad St. John's, en las que promedió 21,2 puntos, 5,4 rebotes, 4,3 asistencias y 3,1 robos de balón por partido. liderando la Big East Conference en este último apartado en 2003. Fue incluido en el mejor quinteto de la conferencia en sus dos temporadas en el equipo, y fue elegido mejor jugador del National Invitation Tournament 2003, aunque finalmente fue desposeído del título por irregularidades de su universidad en las alineaciones. En 2002 fue galardonado además con el Premio Haggerty al mejor jugador del área metropolitana de Nueva York.

### Profesional
Tras no ser elegido en el Draft de la NBA de 2003, jugó las Ligas de Verano de la NBA con Los Angeles Clippers, equipo con el que firmó contrato pero que le despidió antes del comienzo de la temporada. Fue elegido posteriormente en la sexta posición del draft de la CBA por los Idaho Stampede, pero finalmente decidió aceptar firmar contrato con el Stal Ostrów Wielkopolski polaco, donde solo jugó tres partidos, promediando 21,6 puntos y 3,0 rebotes, dejando el equipo para fichar por el UB La Palma de la LEB Oro española, donde acabó la temporada promediando 12,6 puntos y 2,4 rebotes por partido.
En el verano de 2005 richó por los venezolanos de los Guaros de Lara, con los que se proclamó subcampeón de la LPB. Promedió 21,2 puntos, 4,6 rebotes y 4,6 asistencias en 20 partidos. De regreso a Europa, firmó contrato con el Hapoel Tel Aviv B.C. de la Ligat ha'Al israelí, donde jugó una temporada en la que promedió 23,0 puntos y 5,5 rebotes por partido.
A pesar de probar con el Panellinios Atenas griego, al año siguiente permaneció en Israel, fichando por el Ironi Ashkelon, donde permaneció una temporada en la que promedió 20,0 puntos y 5,0 rebotes por encuentro.
En 2007 fichó por el Scafati Basket de la Serie A italiana, con los que jugó una temporada en la que sus promedios fueron de 15,9 puntos y 5,0 rebotes por partido. Permaneció en el país la temporada siguiente, pero bajó de categoría, al fichar por el New Basket Brindisi de la Legadue. Jugó una temporada como titular, promediando 20,6 puntos y 5,2 rebotes.
Al año siguiente cambió de equipo al firmar por el UC Casalpusterlengo, también de Legadue. Se quedó en 14,9 puntos y 6,2 rebotes por encuentro. En 2010 fichó por el Belfius Mons-Hainaut belga, donde en una temporada promedió 10,6 puntos y 4,7 rebotes por partido.
En septiembre de 2011 se comprometió con el Kolossos Rodou BC de la A1 Ethniki griega, donde en su primera temporada promedió 11,1 puntos y 3,4 rebotes, que le hicieron renovar por una segunda en la que mejoró hasta los 11,8 puntos y 4,2 rebotes por partido.
En noviembre de 2012 fichó por el Mitteldeutscher BC de la Basketball Bundesliga por la primera vuelta de la temporada, con opción a quedarse hasta final de la misma, renovación que se produjo en enero de 2013 tras promediar 11 puntos por partido. Al término de la campaña, sus estadísticas fueron de 13,6 puntos y 5,0 asistencias por encuentro.
Tras no ser renovado por el conjunto teutón, en julio de 2014 firmó por el CSM Oradea rumano, donde jugó solo 13 partidos de liga y 6 de Eurochallenge, dejando el equipo en enero de 2015. En julio de ese año firmó con el BG 74 Göttingen sueco, pero en agosto, en las pruebas médicas, no las superó, alegando los médicos que debía operarse de una lesión en la rodilla. No fue hasta el mes de noviembre cuando regresó a las pistas, tras volver a fichar por el Mitteldeutscher BC alemán, donde no pudo evitar el descenso del equipo a la ProA, a pesar de sus 12,9 puntos y 5,0 asistencias por partido.
Hatten permaneció en el equipo, y ayudó al rápido regreso a la máxima categoría del baloncesto alemán, tras acabar primero en la temporada regular e imponerse en la final al Oettinger Rockets Gotha, sorprendente finalista tras terminar séptimo en la fase de clasificación. Promedió 12,2 puntos y 5,4 asistencias por noche.